# ドウロ川
ドゥエロ川（ドゥエロがわ、スペイン語: El Duero [ˈdweɾo]）またはドウロ川（ドウロがわ、ポルトガル語: O Douro [ˈdo(w)ɾu]、ラテン語: Durius）は、イベリア半島を流れる重要な川の1つである。スペインのソリア県を水源とし、スペイン北部を流れポルトガルに入り、名を変え、ポルトから大西洋に注ぐ。全長は897kmであり、ポルトガルを流れている部分においては軽い船なら航行可能である。川の名前は、ケルト語で水を意味する"dwr"から来ていると考えられる。
スペインのエストレマドゥーラ自治州や、ポルトガルの伝統的な地域名であるエストレマドゥーラ地方の語源となった河川である。歴史的にはレコンキスタの途上において、アストゥリアス王国などがこの川より向こう側の『未征服の』イスラム勢力の領域のことを「エストレマ・ドゥーラ（ドウロ川の向こう側）」と呼んだ事が語源である。

## 地理
スペインにおいてこの川はかつてのカスティーリャ王国のメセタを横断する。これは、カスティーリャ・イ・レオン州のソリア県・ブルゴス県・バリャドリッド県・サモーラ県・サラマンカ県の5つの県にまたがる。ソリア、トルデシリャス、サモーラなどの都市を流れる。
この地域では大きな支流はあまりない。重要な支流としてはバリャドリッドなどを流れるピスエルガ川がある。この川はドウロ川の2番目に大きな支流である。
この地域の沿岸では、小麦やワイン用のブドウの栽培、羊の放牧などが行われている。
途中112kmは、スペインとポルトガルの国境線の一部を形成する。この近辺では川は狭い谷間を作り、互いの侵入に対する障害となっていた。言語の境界もこの川上にある。この地域は国際ドウロ自然公園として保護されている。
ポルトガルに入ると、あまり大きな都市は通らなくなる。河口にあるポルトとヴィラ・ノヴァ・デ・ガイアを除けば大きな街はほとんどない。支流も小さいものがほとんどであり、渓谷の中で大きい川に流れ込んでいる。主な支流としてはコア川・タメガ川などがある。どの支流も流れが速く、航行は不可能である。
なお、2014年現在において、最も下流（河口近く）にかけられている橋は、アハビダ橋である。

## 経済
ポルトガル国内におけるドウロ川沿いのピニャンやサン・ジョアン・ダ・ペスケイラ（São João da Pesqueira）などを中心とする地域の気候は、オリーブ・アーモンド・ブドウなどの栽培に適している。ポートワインは、この地域のブドウを使って作られる。多国籍のワイン業者が所有するquintasや農園が川岸に向かって斜面一面に広がっているさまは絵に描いたように美しく、観光に訪れる価値がある。

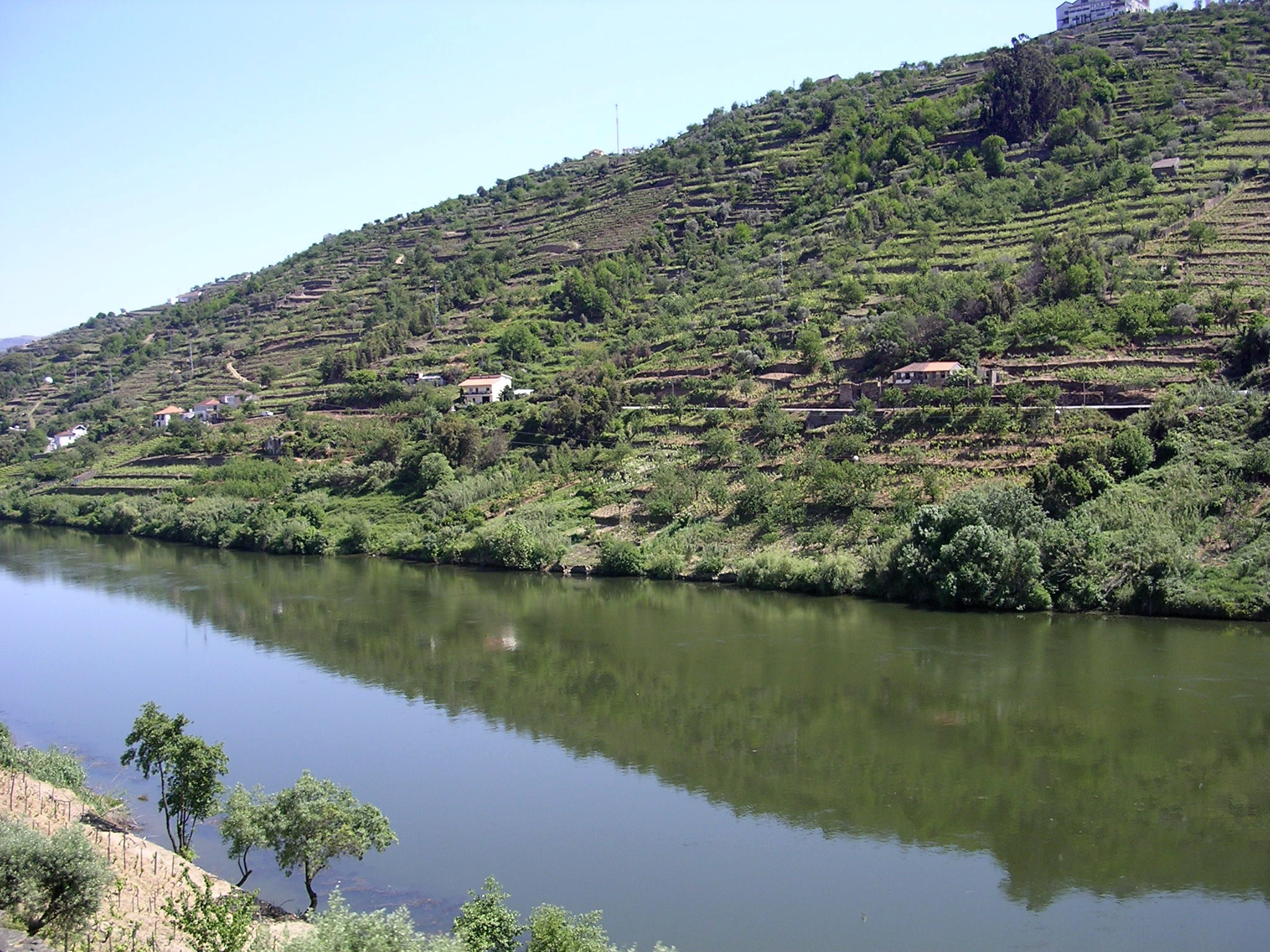
川岸に広がるオリーブ畑。

伝統的に、ここで造られたワインは下流に運ばれ、ヴィラ・ノヴァ・デ・ガイアで樽に詰められ地下で貯蔵される。かつてはワインの輸送には平底の船が使われていたが、1950年代から1960年代にかけて、いくつかのダムが建設されたため、現在ではタンカートラックによる輸送に切り替えられている。ポルトガル国内に9つあるダムは、水量を制御するとともに水力発電により安定した電力を供給している。
近年では、ポルトから上流の渓谷までの観光ツアーが人気がある。小さいボートを使用して、ダムの水門を抜けて上流まで遡行する。

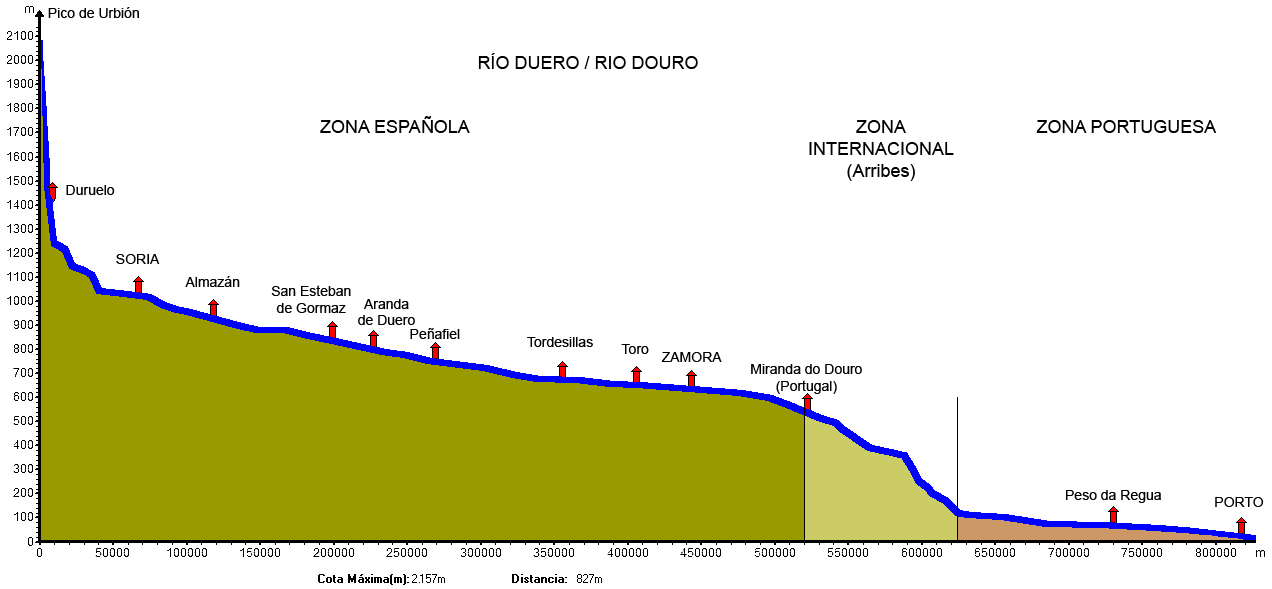
ドウロ川の高低差。